# Helicopsyche pietia
Helicopsyche pietia är en nattsländeart som beskrevs av Donald G. Denning 1964. Helicopsyche pietia ingår i släktet Helicopsyche och familjen Helicopsychidae. Inga underarter finns listade i Catalogue of Life.